# ضایه (سیدی بلعباس)
ضایه (به عربی: الضاية) یک شهرداری در الجزایر است که در استان سیدی بلعباس واقع شده‌است.